# Schweiggeria
Schweiggeria é um género botânico pertencente à família Violaceae.

## Espécies
- Schweiggeria floribunda
- Schweiggeria fruticosa
- Schweiggeria mexicana
- Schweiggeria pauciflora

1. ↑  «Schweiggeria — World Flora Online». www.worldfloraonline.org. Consultado em 19 de agosto de 2020